# Quatuor à cordes Orford
Le Quatuor à cordes Orford est un quatuor à cordes canadien actif de 1965 à 1991.

## Histoire
En 1951, Gilles Lefebvre lance un camp de musique d'été pour les Jeunesses Musicales du Canada au parc national du Mont-Orford au Québec. Le camp d'été est devenu le Centre d'arts Orford, puis Orford Musique. Lorand Fenyves, alors violoniste et professeur à Genève, commence à enseigner au camp de musique en 1963. Durant l'été 1965, Andrew Dawes et Kenneth Perkins viennent étudier à Orford. Avec le soutien de Lefebvre et Fenyves, les deux violonistes s'associent à Terence Helmer et Marcel Saint-Cyr pour former un quatuor à cordes. Ils donnent leur premier concert  le 11 août 1965.
De 1965 à 1967, le quatuor effectue une tournée au Canada au nom des Jeunesses musicales du Canada. Il donne également des concerts en France et en Autriche ainsi qu'à Carnegie Hall le 22 novembre 1967.
On leur attribue plus de 1 500 concerts à travers le pays, des créations de plus de 50 œuvres canadiennes et plus de 50 enregistrements.
Le Quatuor Orford a partagé le premier prix du concours de quatuor à cordes organisé par l'Union européenne de radio-télévision en 1974. Ils ont reçu le Prix du Conseil canadien de la musique en 1978 pour leur enregistrement des Quatuors Mendelssohn nos 1 et 2, et le Grand prix du disque du Conseil en 1981 pour un enregistrement de quatuors de John Beckwith et R. Murray Schafer, puis de nouveau en 1983 pour un enregistrement des quatuors à cordes Beethoven.
Le Quatuor à cordes Orford a également remporté trois prix Juno dans la catégorie Meilleur album classique : solo ou ensemble de chambre.
Andrew Dawes et Kenneth Perkins sont devenus membres de l'Ordre du Canada en 1991.

## Membres[1]
- Andrew Dawes, premier violon
- Kenneth Perkins, deuxième violon
- Terence Helmer, alto (1965-1986)
- Marcel Saint-Cyr, violoncelle (1965 - 1980)
- Denis Brott, violoncelle (1980-1988)
- Paul Pulford, violoncelle (suppléant, 1988)
- Desmond Hoebig, violoncelle (1989-1991)
- Robert Levine, alto (1986-1987)
- Sophie Renshaw, alto (1987-1991)

## Nouveau quatuor à cordes Orford
En juillet 2009, le Nouveau quatuor à cordes Orford est né au Centre des Arts Orford. Ses membres sont :
- Jonathan Crow et Andrew Wan, violons (alternance du premier et du deuxième violon)
- Eric Nowlin, alto
- Brian Manker , violoncelle